# Policja Federalna (Niemcy)

Godło Bundespolizei

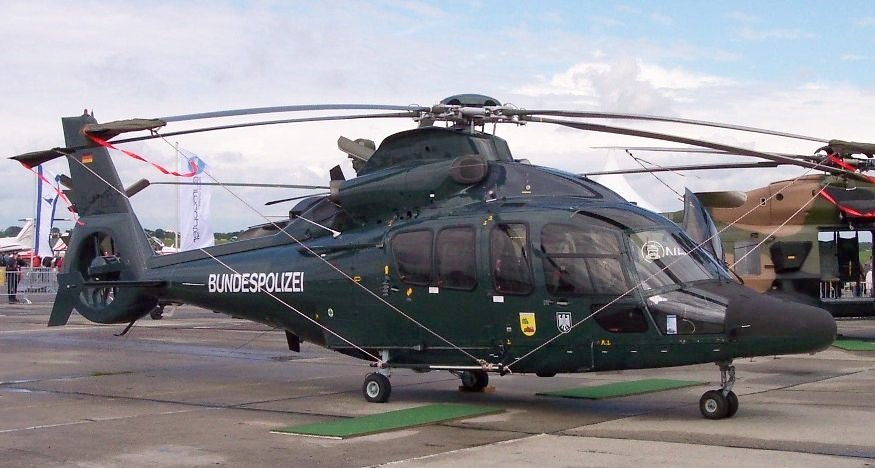
Eurocopter EC135

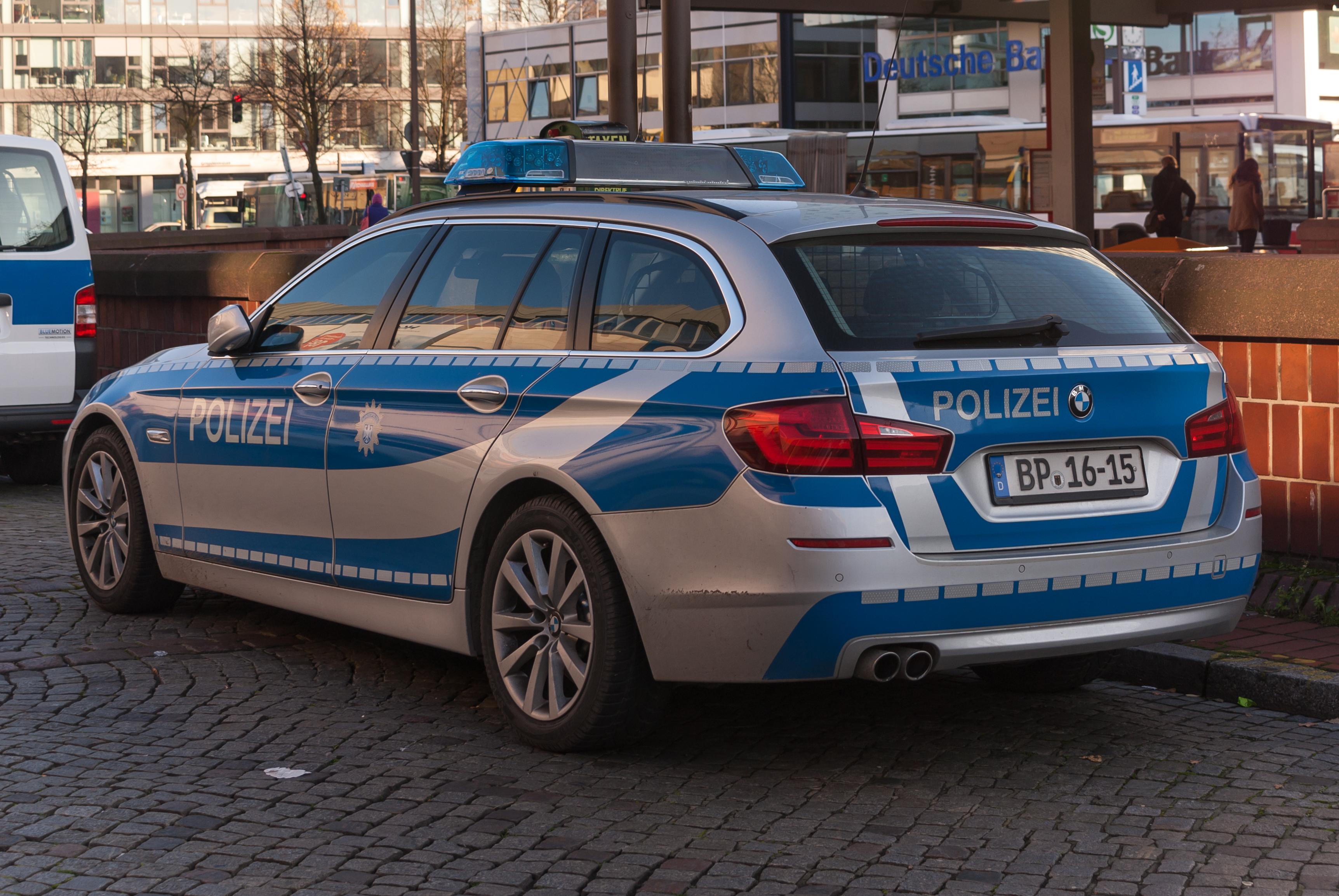

Policja Federalna (niem. Bundespolizei, w skrócie: BPOL) – policja federalna Niemiec powstała 1 lipca 2005 z Bundesgrenzschutz podlegająca Federalnemu Ministerstwu Spraw Wewnętrznych.

## Zadania
- ochrona granic
- ochrona stacji kolejowych
- ochrona lotnisk i samolotów
- ochrona ambasad i konsulatów niemieckich
- zwalczanie terroryzmu (GSG 9)
- zadania policji w stanie wyjątkowym i w czasie wojny
- ochrona siedzib Lufthansy za granicą
- pomoc policji poszczególnych krajów związkowych
- ochrona wybranych urzędów
- współdziałanie z ramienia Niemiec w akcjach policyjnych, prowadzonych pod egidą organizacji międzynarodowych
- pomoc w razie katastrof

## Liczba
Bundespolizei zatrudnia 40 000 pracowników,
- 30 000 w pełni wyszkolonych policjantów
  - 21 000 jest odpowiedzialna za ochronę granic, stacji kolejowych i lotnisk
  - 6000 służy w oddziałach prewencji
  - 3000 służy w jednostkach specjalnych, takich jak np. GSG 9
- 10 000 urzędników cywilnych
  - 6800 odpowiedzialnych za administrację
  - 2000 zatrudnionych przy odprawie granicznej i na lotniskach

## Stopnie policji federalnej
Umundurowanie i stopnie policji federalnej zostały w 2001 dostosowane do policji krajów związkowych. Od 2005 kolorem mundurów policji federalnej jest kolor niebieski, planowane jest przemundurowanie wszystkich policjantów do 2013 roku.
| Mittlerer Dienst                                                               |
| Polizeimeisteranwärter (PMA)                                                   |
| Grenzpolizeiliche Unterstützungskraft (GUK); Polizeivollzugsangestellter (PVA) |
| Polizeimeister (PM)                                                            |
| Polizeiobermeister (POM)                                                       |
| Polizeihauptmeister (PHM)                                                      |
| Gehobener Dienst                                                               |
| Polizeikommissaranwärter (PKA)                                                 |
| Polizeikommissar (PK)                                                          |
| Polizeioberkommissar (POK)                                                     |
| Polizeihauptkommissar (PHK)                                                    |
| Erster Polizeihauptkommissar (EPHK)                                            |
| Höherer Dienst                                                                 |
| Polizeiratanwärter (PRA)                                                       |
| Polizeirat (PR)                                                                |
| Polizeioberrat (POR)                                                           |
| Polizeidirektor (PD)                                                           |
| Leitender Polizeidirektor (LtdPD)                                              |
| Abteilungspräsident in der Bundespolizei (AP)                                  |
| Direktor in der Bundespolizei/Direktor der Bundespolizeidirektion (Dir)        |
| Präsident eines Bundespolizeipräsidiums (Präs)                                 |
| Inspekteur der Bundespolizei                                                   |